# سيدية (عنافجة)
سيدية (بالفارسية: سیدیه) هي قرية وتقع في إيران في قسم عنافجة الريفي. يقدر عدد سكانها بـ 136 نسمة بحسب إحصاء 2016.